# Alexander Szelig
Kai Alexander (Alexander) Szelig  (Werdau, 6 februari 1966) is een Duits voormalig bobsleeremmer. Szelig nam viermaal deel in de viermansbob aan de Olympische Winterspelen en won hierbij in 1994 als remmer van Harald Czudaj de gouden medaille. Op de wereldkampioenschappen veroverde Szelig één zilveren en twee bronzen medailles allemaal in de viermansbob.

## Resultaten
- Olympische Winterspelen 1988 in Calgary 8e in de viermansbob
- Wereldkampioenschappen bobsleeën 1990 in Calgary  in de viermansbob
- Wereldkampioenschappen bobsleeën 1991 in Altenberg  in de viermansbob
- Olympische Winterspelen 1992 in Albertville 6e in de viermansbob
- Olympische Winterspelen 1994 in Lillehammer  in de viermansbob
- Wereldkampioenschappen bobsleeën 1995 in Sankt Moritz  in de viermansbob
- Olympische Winterspelen 1998 in Nagano 8e in de viermansbob

1924: Scherrer / Neveu / A.Schläppi / H.Schläppi ·
1928: Fiske / Tucker / Mason / Gray / Parke ·
1932: Fiske / Eagan / Gray / O'Brien ·
1936: Musy / Gartmann / Bouvier / Beerli ·
1948: Tyler / Martin / Rimkus / D'Amico ·
1952: Ostler / Kuhn / Nieberl / Kemser ·
1956: Kapus / Diener / Alt / Angst ·
1964: V.Emery / Kirby / Anakin / J.Emery ·
1968: Monti / De Paolis / Zandonella / Armano ·
1972: Wicki / Leutenegger / Camichel / Hubacher ·
1976: Nehmer / Babock / Germeshausen / Lehmann ·
1980: Nehmer / Musiol / Germeshausen / Gerhardt ·
1984: Hoppe / Wetzig / Schauerhammer / Kirchner ·
1988: Fasser / Meier / Fässler / Stocker ·
1992: Appelt / Schroll / Winkler / Haidacher ·
1994: Czudaj / Brannasch / Hampel / Szelig ·
1998: Langen / Zimmermann / Jakobs / Hampel ·
2002: Lange / Kühn / Kuske / Embach ·
2006: Lange / Hoppe / Kuske / Putze ·
2010: Holcomb / Mesler / Tomasevicz / Olsen ·
2014: Melbārdis / Dreiškens / Vilkaste / Strenga  ·
2018: Friedrich / Bauer / Grothkopp / Margis   ·
2022: Friedrich / Margis / Bauer / Schüller